# Vozovna Motol

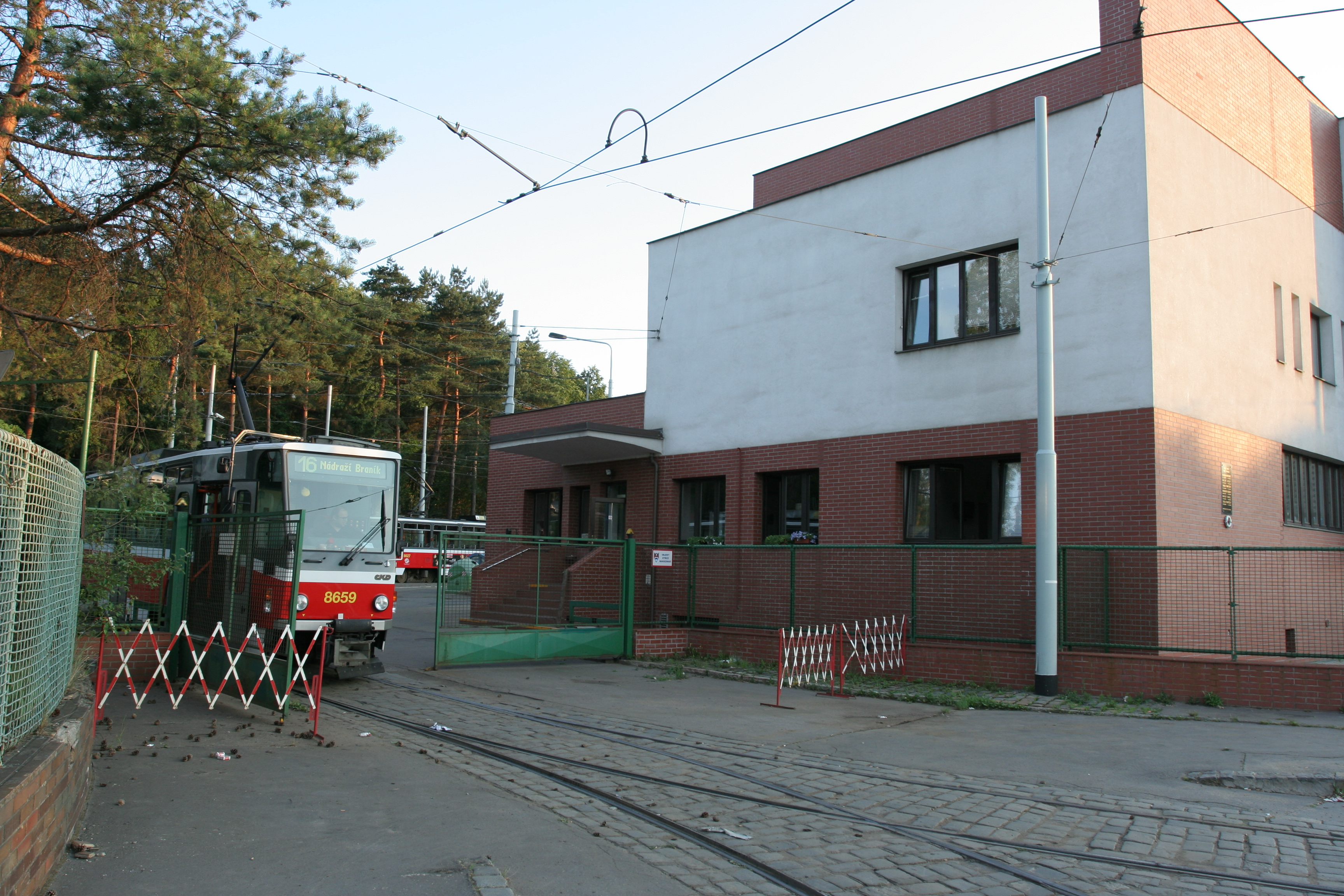
Souprava vyjíždí z brány vozovny

Vozovna Motol je jedna z osmi pražských tramvajových vozoven provozovaných Dopravním podnikem hlavního města Prahy.

## Historie
Třetí nejmladší pražská tramvajová vozovna byla slavnostně předána do provozu v listopadu 1937, kdy nahradila vozovnu Košíře. V první etapě to byla pouze severní polovina odstavné haly, později (1953) byla z provozních důvodů dostavěna i jižní polovina. Odstavná hala tak dosáhla celkového počtu 24 kolejí.
V roce 1972 byl dostavěn tzv. západní vjezd nedaleko současné nácestné zastávky Motol. Do vozovny tramvaje tak vjíždějí západním vjezdem, v areálu vozovny objedou z jihu odstavnou halu a přejedou až k východnímu výjezdu, odkud posléze zacouvají na příslušnou odstavnou kolej.
V období od ukončení provozu obousměrných vozů na lince 9 (14. 1. 1974) do zprovoznění trati Vozovna Motol – Sídliště Řepy (1988, s výjimkou doby rekonstrukce tramvajové trati na Plzeňské) byl objezd vozovny jediným použitelným obratištěm v Motole; pravidelné zde končila linka č. 9 v období 1979 až 1981.
V letech 1977 až 1979 během dlouhodobé rekonstrukce Plzeňské ulice spojené s výlukou tramvajové trati byla vozovna napojena na zbytek sítě provizorní jednokolejnou tratí na Vypich.
Poslední větší změna nastala v roce 1999 otevřením nové haly denního ošetření. V roce 1962 bylo v areálu vozovny otevřeno Střední odborné učiliště, roku 1990 pak Střední průmyslová škola dopravní.

## Provoz
V březnu 2025 vypravuje vozovna 18 vozů T3R.P a 82 vozů Škoda 15T. Ve vozovně je též deponován jeden pracovní vůz T3M ev. č. 5413, který je využíván jako sněhový pluh.